# Domenico Cigna
Domenico Salvatore Cigna est un juriste, un homme politique et un journaliste italien, né le 28 juillet 1878 à Canicattì (province d'Agrigente, Sicile) et mort le 13 avril 1946 à Agrigente. Il est député du royaume d'Italie de 1921 à 1924.

## Biographie
Cigna est diplômé de jurisprudence et exerce la profession d'avocat pénaliste. À la fin du XIXe siècle, il adhère au Parti socialiste italien (PSI), puis il dirige la section du PSI de sa ville au début du XXe siècle.
Il fonde et dirige plusieurs journaux locaux et provinciaux : La Folgore Socialista, Il Ranocchio et Le spighe. En 1921, il est élu député de la XXVIe législature du royaume d'Italie.
Il écrit plusieurs ouvrages de droit.
Antifasciste et défenseur des idées d'Antonino Varvaro, il adhère au Mouvement pour l'indépendance de la Sicile dirigé par Andrea Finocchiaro Aprile.
Il meurt à Agrigente en Sicile le 13 avril 1946.

## Œuvres

### Ouvrages juridiques
- (it) I reati di sesso nel matrimonio, Agrigente, Stamp. Montes, 1911 (bocca, torino, 1912)
- (it) Il positivismo criminale, Milan, Società editrice libraria, 1913
- (it) Le azioni civili da reato in sede penale, Milan, Società editrice libraria, 1914
- (it) I limiti e le riserve della parte nella riconciliazione incompatibile con la querela, Turin, Unione Tipografico-Editrice, 1915
- (it) Il reato di bancarotta e la responsabilità del padre nella gestione del minorenne, Turin, Unione Tipografico-Editrice, 1915
- (it) Le circostanze del reato nella dottrina, nella legge, nella storia, Milan, Società editrice libraria, 1916
- (it) Maturità e sufficienza di prova nel diritto processuale positivo, Turin, Unione Tipografico-Editrice, 1917
- (it) La querela circostanza di reato, Turin, Unione Tipografico-Editrice, 1919
- (it) Le circostanze di reato nella critica giuridica e storica, Turin, Unione Tipografico-Editrice, 1919
- (it) Le circostanze procedurali, Turin, Unione Tipografico-Editrice, 1919
- (it) La riforma positivista del diritto penale, Agrigente, Tip. F. Montes, 1920
- (it) Il sistema delle circostanze di reato nel diritto positivo, Turin, Unione Tipografico-Editrice, 1920
- (it) Positivismo e Diritto: sintesi di riforma penale, avec apostilles et critiques de Cordova, De Marsico, Ferri, Lucchini et Massari, Palerme, Trimarchi, 1921
- (it) Maria Giudice di vent'anni, assassinata a 7 agosto 1936. Memoria di parte civile, Agrigente, Tip. Dima e C., 1939
- (it) Maturità e sufficienza di prove nel diritto processuale positivo, Turin, Unione Tipografico-Editrice, 1920

### Autres œuvres
- (it) Così la vita, Rome, P. Maglione, 1935
- (it)In automobile: Raccolta di prose e versi automobilistici con pupazzetti di Cimabuco (Nino Rosselli), Palerme, R. Sandron, (Agrigente, F. Montes), 1928
- (it) Il caso Cigna per il pubblico e per le sezioni socialiste e comuniste, Agrigente, Tipografia Arti Grafiche, 1944